# Giancarlo Judica Cordiglia
Giancarlo Judica Cordiglia, född 30 september 1971 i San Maurizio Canavese, Turin, Piemonte, är en italiensk dramatiker, skådespelare och författare.